# Lipothymus sumatranus
Lipothymus sumatranus är en stekelart som beskrevs av Grandi 1922. Lipothymus sumatranus ingår i släktet Lipothymus och familjen fikonsteklar. Artens utbredningsområde är Sumatra i Indonesien. Inga underarter finns listade i Catalogue of Life.